# Fernand Sanz
Fernando „Fernand” Sanz y Martinez de Arizala (ur. 28 lutego 1881 w Madrycie, zm. 8 stycznia 1925 w Pau) – francuski kolarz torowy, złoty medalista olimpijski.

## Kariera
Fernand Sanz urodził się w Madrycie jako nieślubne dziecko króla Hiszpanii Alfonsa XII i śpiewaczki Eleny Sánz y Martínez de Arrizali. Mimo hiszpańskiego pochodzenia reprezentował Francję, w której mieszkał. Największy sukces w karierze osiągnął w 1900, gdy zdobył srebrny medal w sprincie indywidualnym podczas igrzysk olimpijskich w Paryżu. W zawodach tych wyprzedził go jedynie jego rodak Albert Taillandier, a trzecie miejsce zajął John Henry Lake ze Stanów Zjednoczonych. Był to jedyny medal wywalczony przez Sanza na międzynarodowej imprezie tej rangi. W tym samym roku zajął trzecie miejsce w Grand Prix Paryża, a dwa lata później był w nim drugi. W 1900 startował na torowych mistrzostwach świata w Paryżu, ale nie został sklasyfikowany. Sanz próbował sił także w boksie, dwukrotnie bezskutecznie próbując zdobyć tytuł mistrza Francji w 1903 i 1904.